# Wolfgang Loos (Fußballspieler)
Wolfgang Loos (* 6. August 1955 in Essen) ist ein ehemaliger deutscher Fußballspieler und -trainer.

## Karriere
Wolfgang Loos spielte in der Jugendabteilung von Preußen Münster und von März 1974 bis Juli 1977 im Profikader des Vereins. In der Saison 1973/74 spielte er viermal in der Regionalliga West und anschließend nach dem Aufstieg in der 2. Bundesliga Nord. Hier spielte er 24 mal. Im Juli 1977 wechselte er zum Zweitligisten VfL Osnabrück, für den er bis Juli 1980 insgesamt 34 Spiele bestritt. In der zweiten Runde des DFB-Pokals kam er am 23. September 1978 gegen Bayern München für sieben Minuten zum Einsatz. Anschließend spielte er beim ASC Schöppingen, mit dem er 1982 in die Oberliga Westfalen aufstieg und wo er aufgrund einer schweren Verletzung seine Karriere Anfang Juli 1985 beendete.
Von Juli 2011 bis Juli 2012 war Loos Sportdirektor des Bundesligisten RB Leipzig.